# 닛산 디젤 선그레이트
닛산 디젤 선그레이트(영어: Nissan Diesel Sungreat, 일본어: 日産ディーゼル・サングレイト 닛산 디이제루 산 그레토[*])는 일본 UD트럭사가 생산했던 대형 트럭이다.

## 개요
1960년에 출시된 TC80형과 1961년에 출시된 6TWDC12형 차량 후속으로 출시되었다. 1968년에 마이너 체인지와 동시에 차종이 추가되었다. 1969년에 일부 차종에 스트로크형 엔진이 장착되었다. 1970년에 CD30, CV30형 차량이 출시되었다. 1971년 7월에 C 시리즈 모델의 출시와 동시에 단종되었다.

## 사진

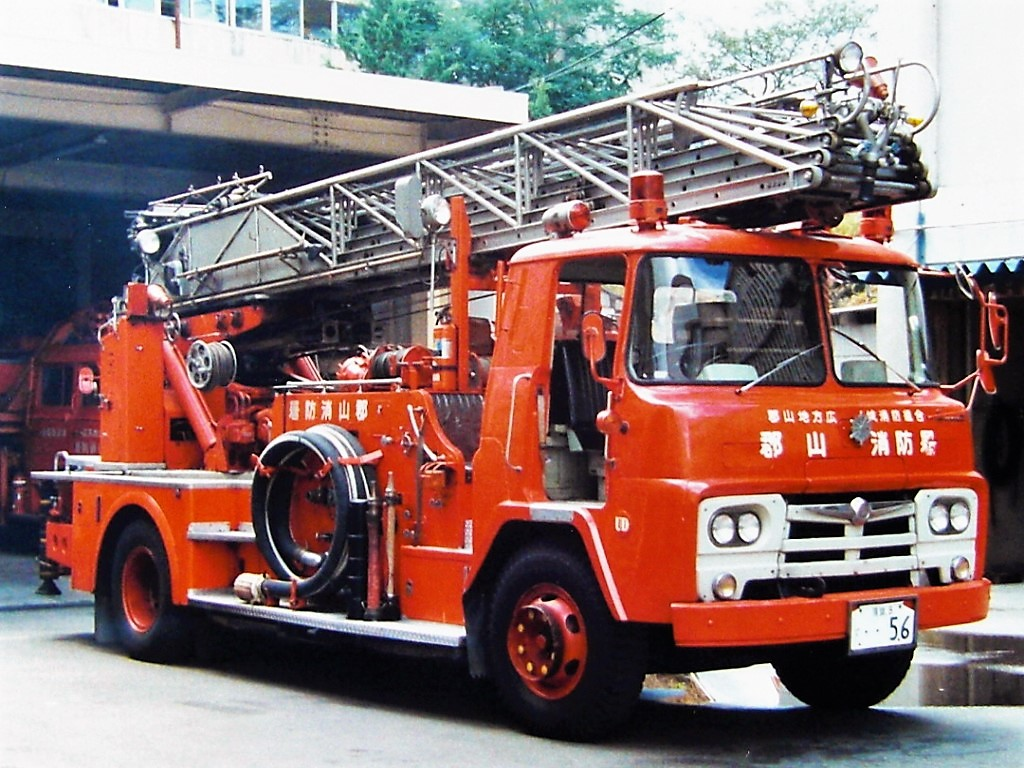
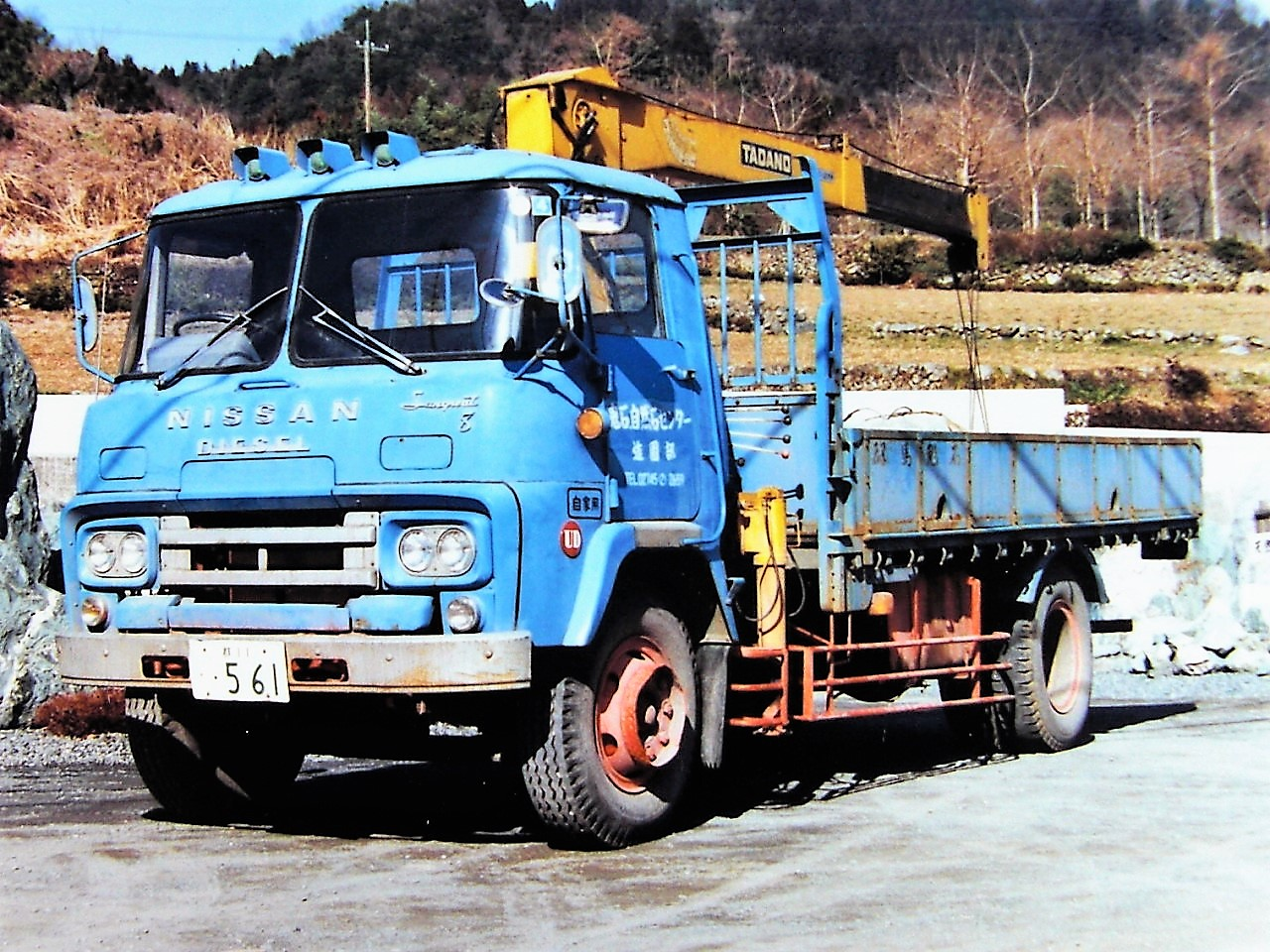
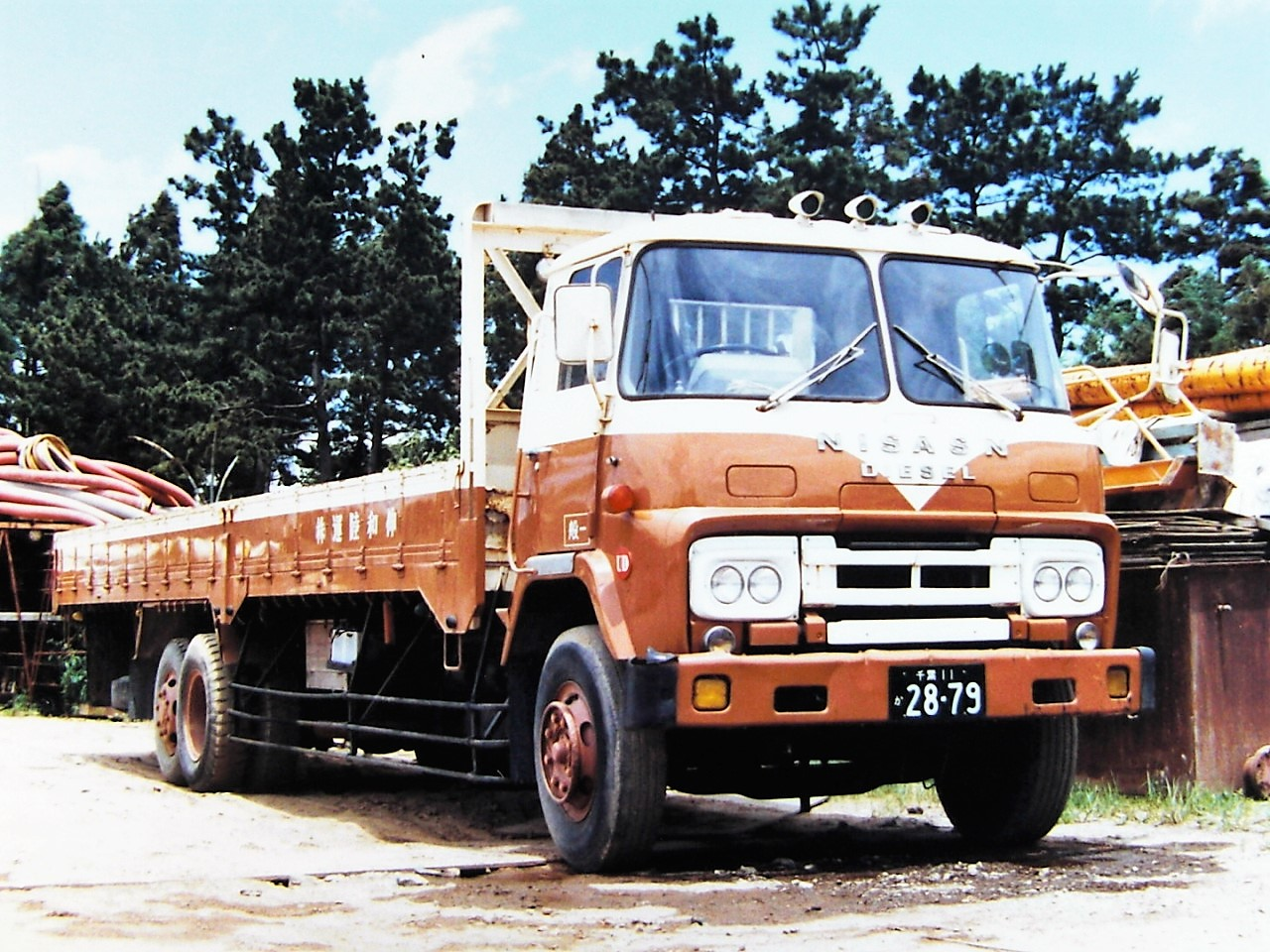
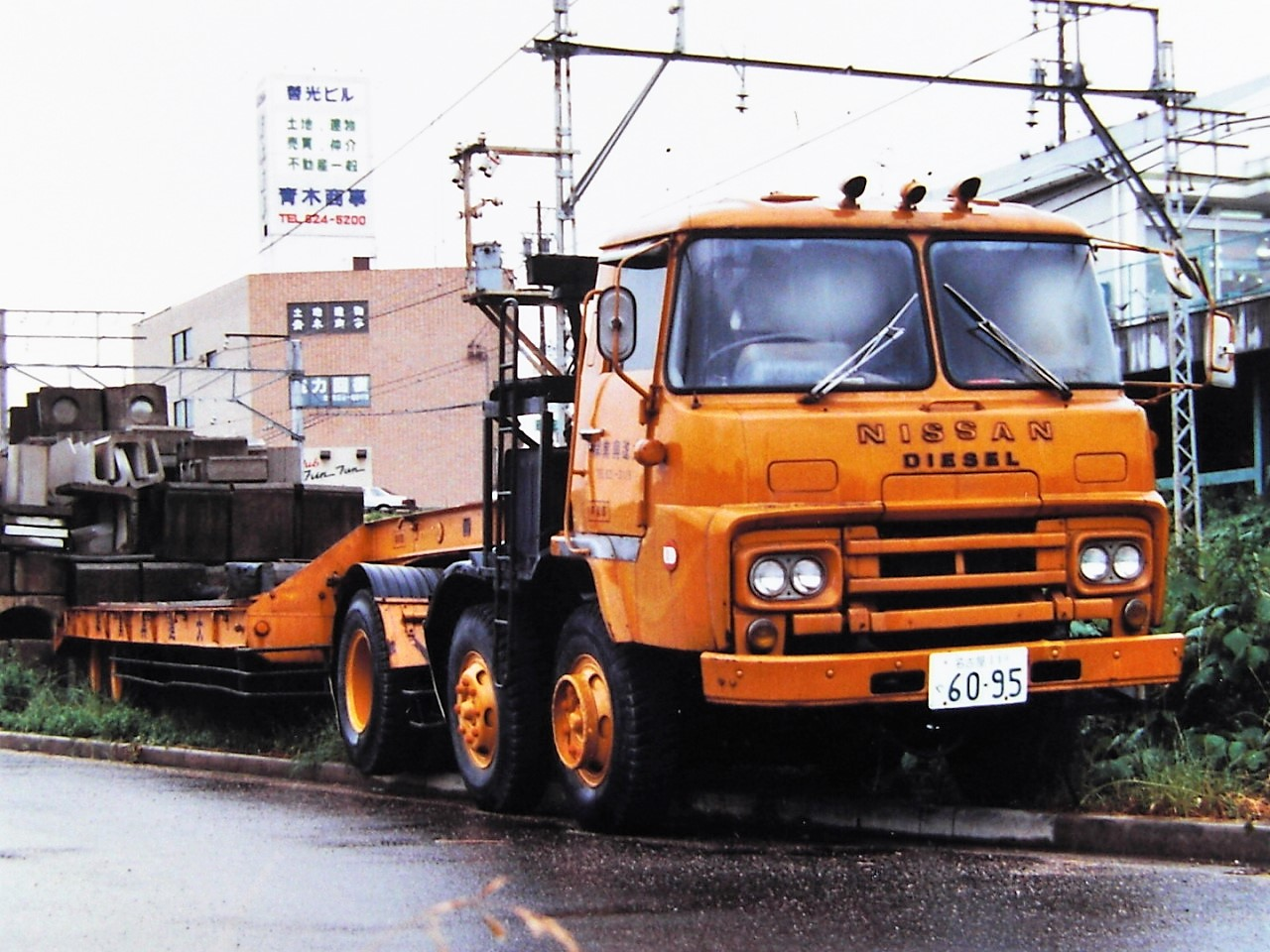
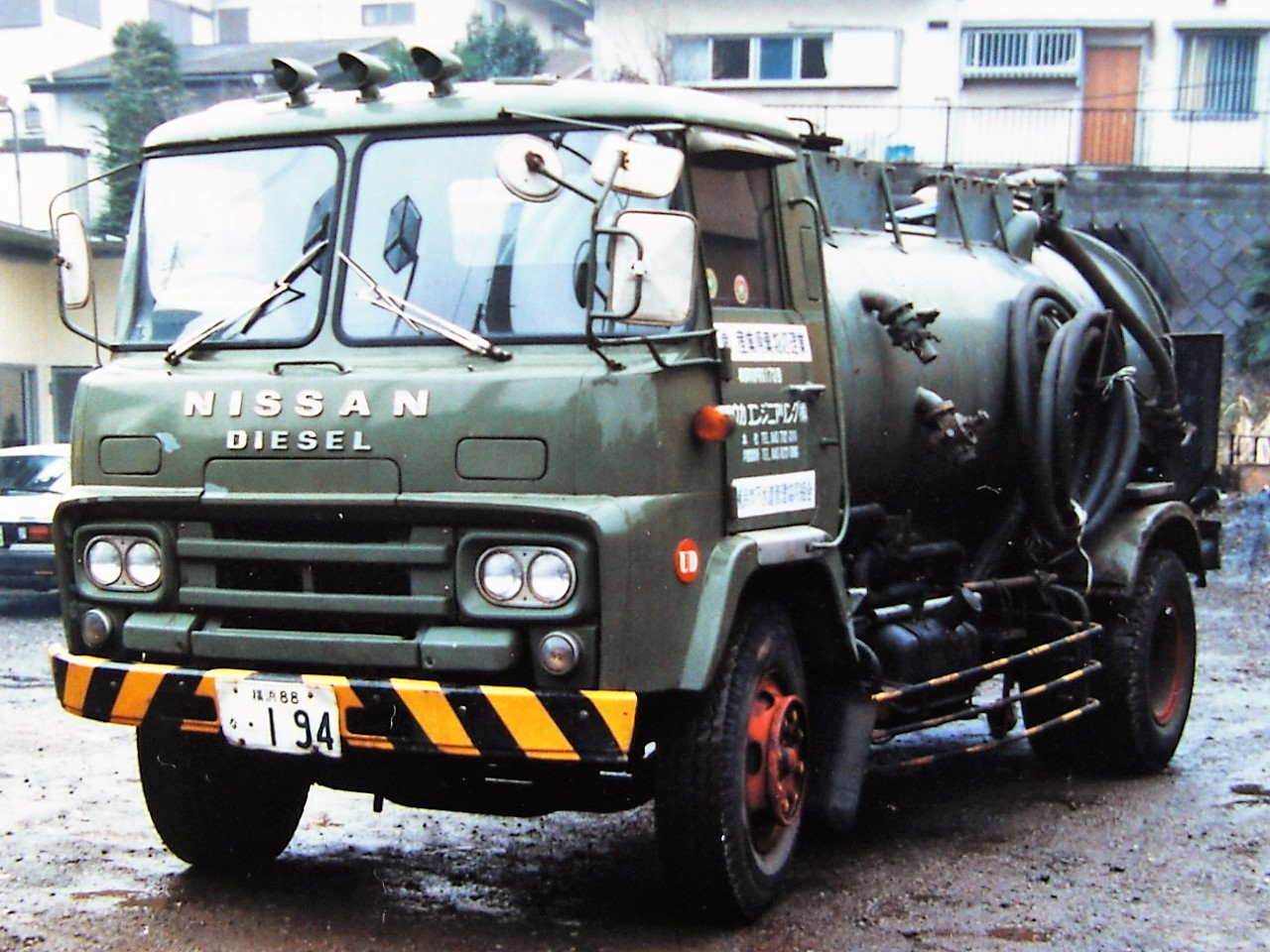

## 라인업
- UEG
- TC
- PTC
- TWC
- TWDC
- TVC
- CV
- CD